# Адела от Хамаланд
Адела от Хамаланд (на немски: Adela von Hamaland; на нидерландски: Adela van Hamaland, Adela van Renkum * ок. 955, † 1021/1028 в Кьолн) от фамилия Билунги е графиня на Дренте в Нидерландия.

## Биография
Тя е малката дъщеря на граф Вихман IV от Хамаланд († 973) от фамилия Билунги и на Луитгард († 962) от Дом Фландрия, дъщеря на граф Арнулф I († 964) и Адел дьо Вермандоа († 960), сестрата на Балдуин III. Нейната по-голяма сестра е Луитгард, ок. 968 г. първата абатиса на манастира Елтен.
Нейният баща остава без мъжки наследници и основава манастир Елтен и му подарява 17 чифлика и друга собственост в 4 графства и поставя голямата си дъщеря Луитгард за абтеса. След неговата смърт ок. 973 г. Адела иска обратно част от нейната подарена собственост без нейното съгласие като наследничка, като ползва Lex Saxonum. Започва голям конфликт между нея и нейната сестра Луитгард. Въпреки намесата на император Ото II (†983) конфликтът се разраства и Луитгард нарежда изгарянето на замъка на нейната сестра, когато тя не е там. Тя умира малко по-късно от отравяне. През 996 г. Ото III разрешава конфликта, манастира останал и Адела получила една част от нейното наследство.
Адела се омъжва първо за Имед IV († 983) от знатната саксонска Имединги, граф в Утрехт и след това на 8 декември 996 г. за Балдерих († 1021), граф на Дренте.
Вероятно Адела нарежда убийството на първородния си син Дитрих на 7 април 1014 г. чрез неговите служители (ministeriale)
Нейният втори съпруг Балдерих се бие неуспешно против херцог Готфрид II от Долна Лотарингия в битката при Флоренес (1015 г.). През януари 1016 г. Балдерих и Адела са осъдени от имперския дворцов съд и им вземат собствености.
На 6 октомври 1016 г. те нареждат убийството на граф Вихман III от Фреден, от род Билунги, женен за братовчедка на Балдерих, след гостуването му в техния замък Бург Упладен, за да му вземат собствеността.
Балдерих и Адела са обвинени за убийството му. Епископ Адалбалд II от Утрехт (1010 – 1026) тръгва да обсади замъка. Адела бяга при архиепископ Хериберт в Кьолн и умира там между 1021 и 1028 г. Балдерих се окрепява първо в Упладен, но бяга навреме при Герхард от Мец, който му дава замък Бург Хаймбах. Епископ Адалбалд II от Утрехт превзема замък Упладен и го унищожава.
Двамата са признати по-късно за невинни, но им вземат собствеността.
Адела и Балдерих подаряват между 1014 и 1016 г. манастир Цифлих при Нимвеген, където Балдерих е погребан през 1021 г. Адела е погребана в църквата Петерскирхе в Кьолн, и вероятно след това костите ѝ са хвърлени в Рейн.

## Деца
Адела има с Имед IV пет деца:
- Дитрих (970 – 1017), граф на Хамаланд, който е убит вероятно по нареждане на майка му и Балдерих на 7 април 1014 г.
- Майнверк (* ок. 975, † 5 юни 1036), от 1009 до 1036 г. епископ на Падерборн
- Азела, каноник на Елтен
- Глисмод, омъжена за Адалберт († 1055) от род Бабенберги, маркграф на Остаричи
- Емма († 3 декември 1038) е съпруга на граф Лютгер († 1011), син на херцог Херман Билунг.